# Wolfgang Hagenauer

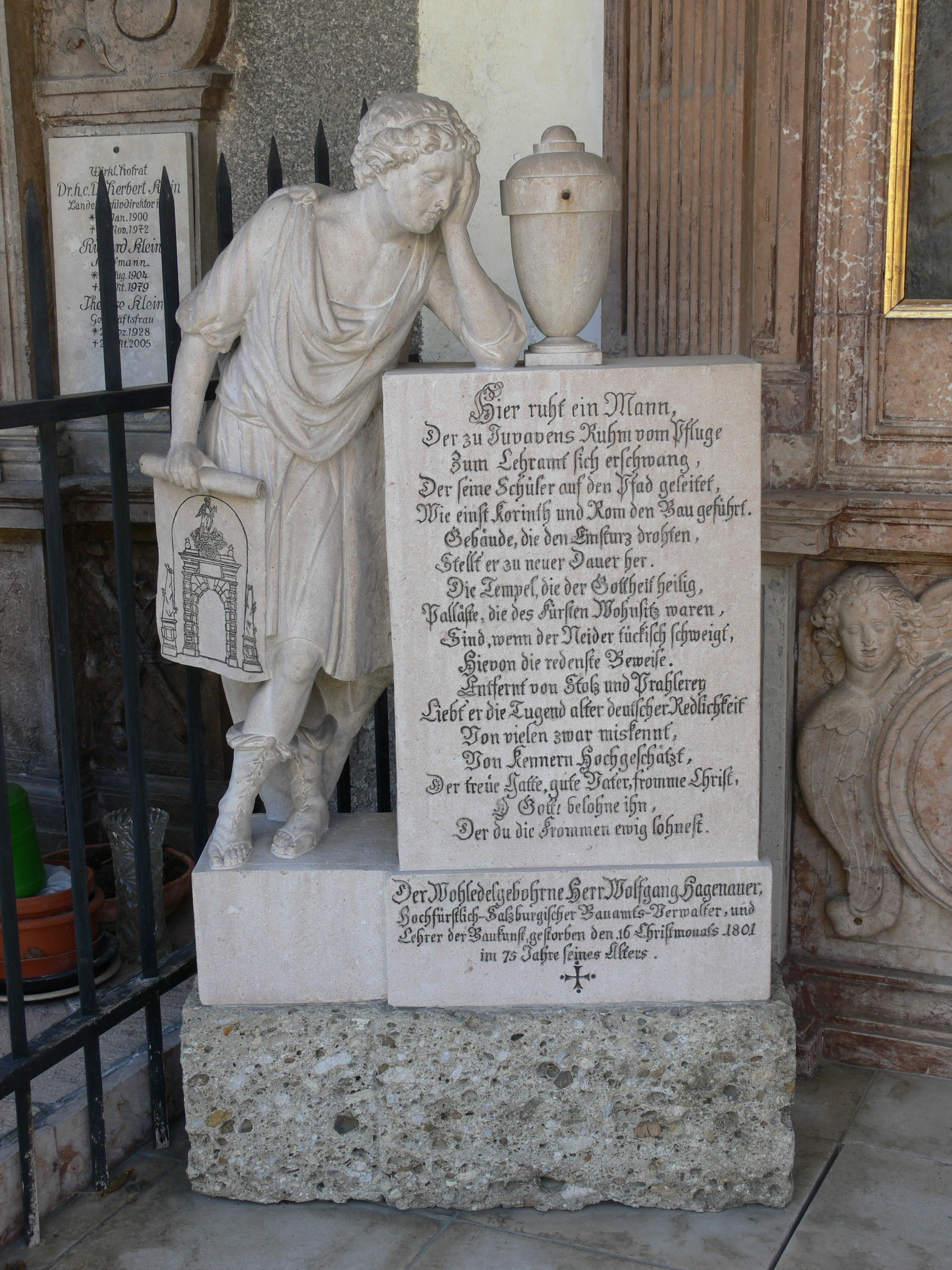
Grabdenkmal für Wolfgang Hagenauer in der Gruft 52 (Petersfriedhof Salzburg), in der auch Johann Georg Hagenauer bestattet ist

Wolfgang Hagenauer (* 16. Oktober 1726 in Ainring bei Freilassing – damals Fürsterzbistum Salzburg, heute Oberbayern; † 16. Dezember 1801 in Salzburg) war ein bekannter Salzburger Architekt.

## Leben und Wirken
Wolfgang (IV) Hagenauer wurde als ältestes von elf Kindern am hagenauerischen Amangut in Straß (heute Gemeinde Ainring) geboren. Er war der Bruder von Johann Baptist Hagenauer und Johann Georg Hagenauer.
In Salzburg wurden er und sein Bruder Johann Baptist von seinem Onkel Lorenz von Hagenauer, einem vermögenden Handelsmann und Mäzen Wolfgang Amadeus Mozarts, entdeckt und gefördert. Eigentlich sollte Wolfgang als ältester Sohn das elterliche Gut in Hagenau übernehmen, doch da er früh Waise wurde, absolvierte er vorerst eine Ausbildung als Zimmermann. Dabei wohnte er im Haus seines Salzburger Onkels Johann Lorenz Hagenauer. 1755 ging er an die Akademie in Wien und studierte Architektur, was ihm durch ein Stipendium vom Salzburger Fürsterzbischof Sigismund Graf Schrattenbach und die Unterstützung seines Onkels ermöglicht wurde. 1759 kehrte er nach Salzburg zurück und wurde hochfürstlicher Kammerdiener. 1760 wurde er zum Hofbauverwalter bestellt. Seine ersten Bauten, die Kirche in Itter 1762 und die Kirche in Buchbach bei Mühldorf 1763 (Kath. Pfarrkirche), lassen bereits den neuen klassizistischen Baustil erkennen.
Zwischen 1764 und 1771 arbeitete er eng mit seinem Bruder Johann Baptist von Hagenauer, dem späteren Direktor an der Wiener Akademie, zusammen. Gleichzeitig gründete Wolfgang Hagenauer eine private Zeichenschule in Salzburg. In dieser Zeit entstanden das Siegmundstor und die Mariensäule auf dem Domplatz in Salzburg.
Als hochfürstlicher Hofbaudirektor betreute Hagenauer das gesamte Bauwesen des Erzstiftes Salzburg. So schuf er Kirchbauten sowie Altäre, das Langhaus der Pfarrkirche Hallein, Mattsee, Bergheim (Dekanatskirche St. Georg), Elsbethen (alle Land Salzburg) sowie in Matrei in Osttirol und Brixen im Thale.
1791 zeichnete er noch die Pläne für die Verbauung der Saalach bei Hammerau. 1801 starb er im selben Jahr wie seine Frau im Alter von 75 Jahren an „Nervenfieber“. Er wurde auf dem Petersfriedhof Salzburg in der Hagenauer'schen Familiengruft (Arkadengruft Nr. 52) beigesetzt, in der auch sein Bruder Johann Georg Hagenauer begraben ist.
Er war zuerst von klassizistischer Formgebung geprägt, verbunden mit dem Willen zu monumentaltem Ausdruck, später verstärkte sich in seinen Werken der Einfluss des Zopfstiles.
Wolfgang Hagenauer vermählte sich am 18. Mai 1772 im Salzburger Dom mit Maria Elisabeth Gasser (3. Juli 1752–22. Jänner 1801), Tochter des Kaufmanns Josef Gasser und der Elisabeth Stöger. Sie hatten zusammen fünf Kinder: Maria Theresia Elisabeth (15. August 1773–1826), Maria Anna Aloysia (22. Mai 1777–1847), Johann Wolfgang (15. August 1781–1850), Franz de Paula (9. Mai 1784–1792), Maria Elisabeth Felicita (1. Juli 1790–1869).

## Werke
- 1762–1764 Pfarrkirche Itter (Tirol), Neubau
- 1764/65 Sigmundstor (Salzburg) in Salzburg
- 1764–1766 Kirche Maria vom Guten Rat in Böckstein, Bad Gastein
- 1764–1770 Kirche St. Jakobus in Buchbach bei Mühldorf am Inn
- 1766 Mattsee, Langhaus
- 1766/1767 Turm der Stiftskirche Mattsee
- 1766–1771 Mariensäule auf dem Domplatz in Salzburg.
- 1767 Priesterhaus Capeln, Klagenfurt am Wörthersee (Kärnten)
- 1767 Altar für das Priesterhaus Capeln, Klagenfurt (Kärnten)
- 1768/1769 mit Christian Glaner: Pfarrkirche Großarl
- 1769–1775 Pfarrkirche Hallein, Langhaus
- 1772–1778 Pfarrkirche Zell am Ziller in Tirol
- 1777 Pfarrkirche zur Heiligen Elisabeth (Elsbethen), Planung eines neuen Westturms
- 1777 Pfarrkirche Matrei in Osttirol, Planung zum Neubau (nicht ausgeführt)
- 1783–1785 Dekanats- und Wallfahrtskirche Maria Himmelfahrt in Stuhlfelden
- 1785 Hochaltar für die Dekanats- und Wallfahrtskirche Maria Himmelfahrt in Stuhlfelden, einziger Marmoraltar im Oberpinzgau
- 1785 Erweiterung der Pfarrkirche Embach, Gemeinde Lend
- 1788 Pfarrhof Eugendorf
- 1790–1797 Pfarrkirche Brixen im Thale, Neubau
- 1791 Pläne für die Saalachverbauung bei Hammerau
- 1791 Pfarrkirche Weißbach bei Lofer, Neubau
- 1797–1798 Pfarrkirche Hallwang, Renovierung des Turmes mit neuem Glockengeschoß